# 센본역
센본역(일본어: 千本駅)은 일본 효고현 다쓰노시에 위치한 서일본 여객철도 기신 선의 철도역이다. 단선 승강장 1면 1선의 구조를 갖춘 지상역이다.

## 이용 현황
| 승차 인원 추이 | 승차 인원 추이 |
| 연도           | 1일 평균       |
| -------------- | -------------- |
| 2000           | 105            |
| 2001           | 88             |
| 2002           | 70             |
| 2003           | 51             |
| 2004           | 45             |
| 2005           | 45             |
| 2006           | 41             |
| 2007           | 31             |
| 2008           | 28             |
| 2009           | 29             |
| 2010           | 29             |

## 역 주변
- 구마하시 제재소
- 센본 간이우체국
- JA효고니시 센본 지점

## 역사
- 1934년
  - 3월 24일 : 기즈 선(당시) 하리마신구 역 - 미카즈키 역 간 연신 시에 개업.
  - 11월 28일 : 기즈니시 선 개업에 수반해, 기즈 선이 기즈히가시 선으로 개칭되어, 이 역도 그 소속으로 한다.
- 1936년
  - 4월 8일 : 이 역을 포함한 히메지 역 - 히가시쓰야마 역 간이 전체 개통했기 때문에 기즈히가시 선이 기즈 선의 일부로 되어, 이 역도 그 소속으로 한다.
  - 10월 10일 : 기즈 선이 기신 선의 일부로 되어, 이 역도 그 소속으로 한다.
- 1987년 4월 1일 : 일본국유철도 분할 민영화에 의해, 서일본 여객철도가 승계.

## 인접 역
| 서일본 여객철도 기신 선 | 서일본 여객철도 기신 선 | 서일본 여객철도 기신 선 |
| ----------------------- | ----------------------- | ----------------------- |
| 하리마신구 히메지 방면  | ■ 기신 선               | 니시쿠리스 니미 방면    |